# Degracias

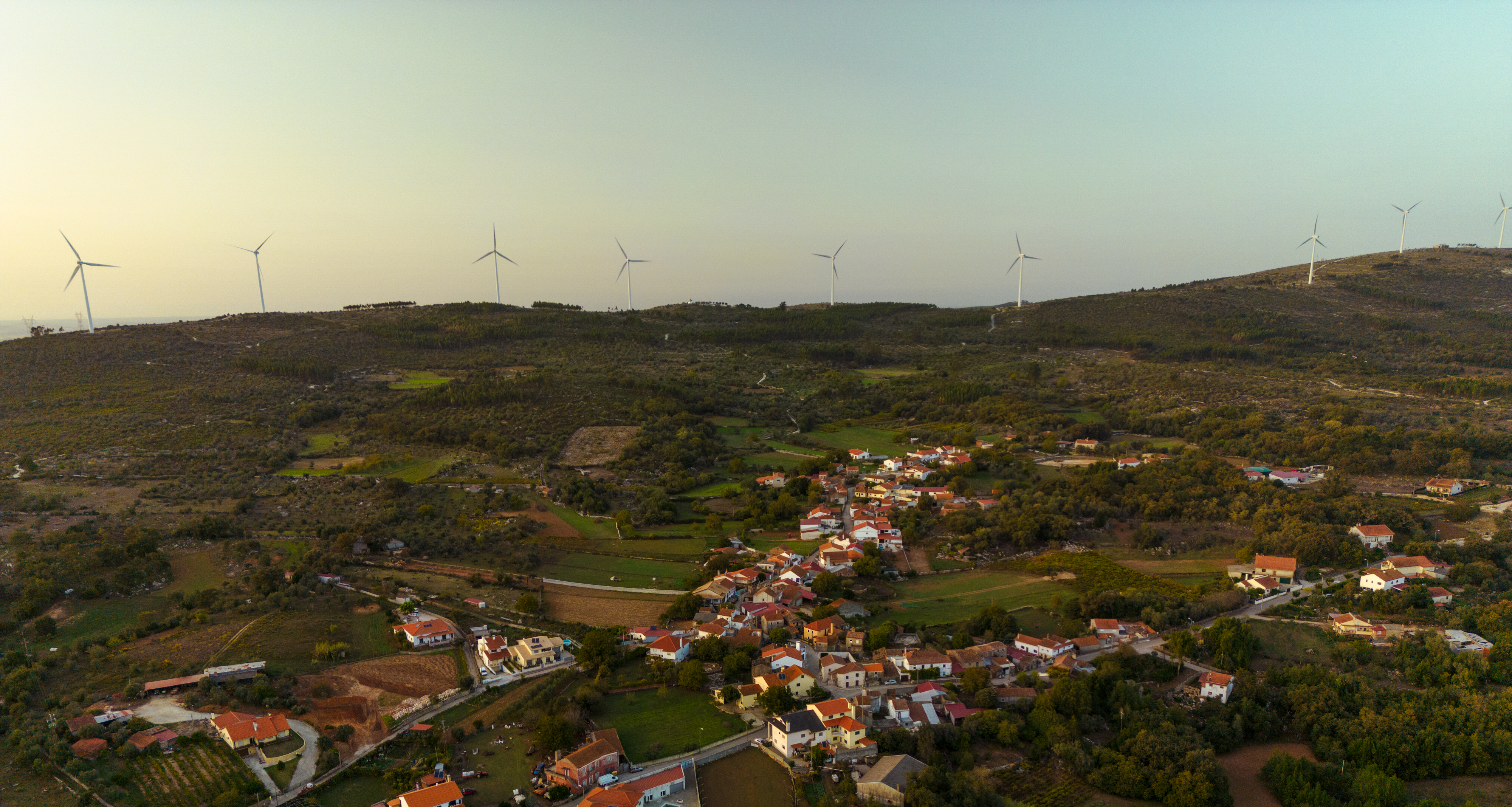
Vista Aérea das Degracias

Degracias é uma povoação portuguesa do Município de Soure que foi sede da extinta Freguesia de Degracias, freguesia que tinha 13,86 km² de área e 453 habitantes (2011), e, por isso, uma densidade populacional de 32,7 hab/km².
A Freguesia de Degracias foi extinta (agregada) pela reorganização administrativa de 2012/2013, tendo o seu território sido agregado ao da Freguesia de Pombalinho para criar a União das Freguesias de Degracias e Pombalinho.

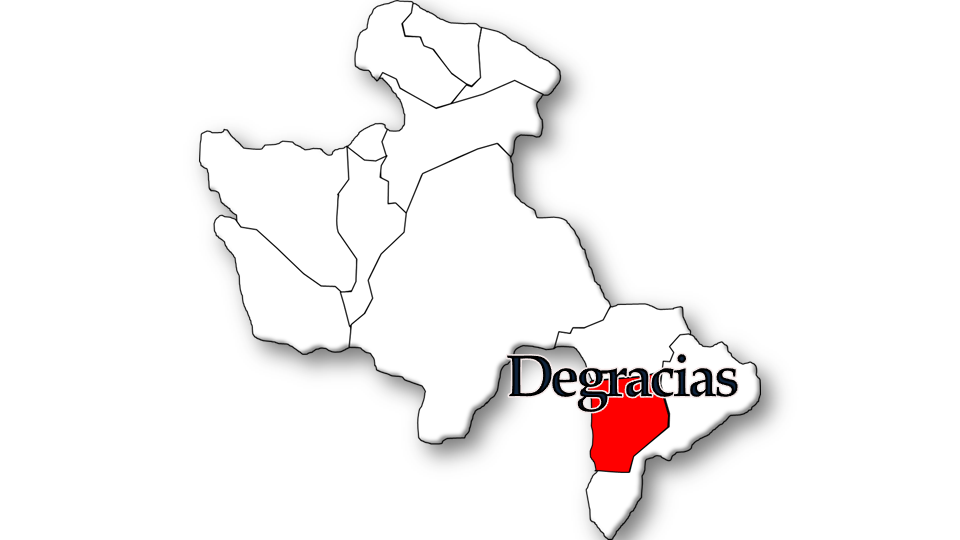
Localização no Município de Soure

## População

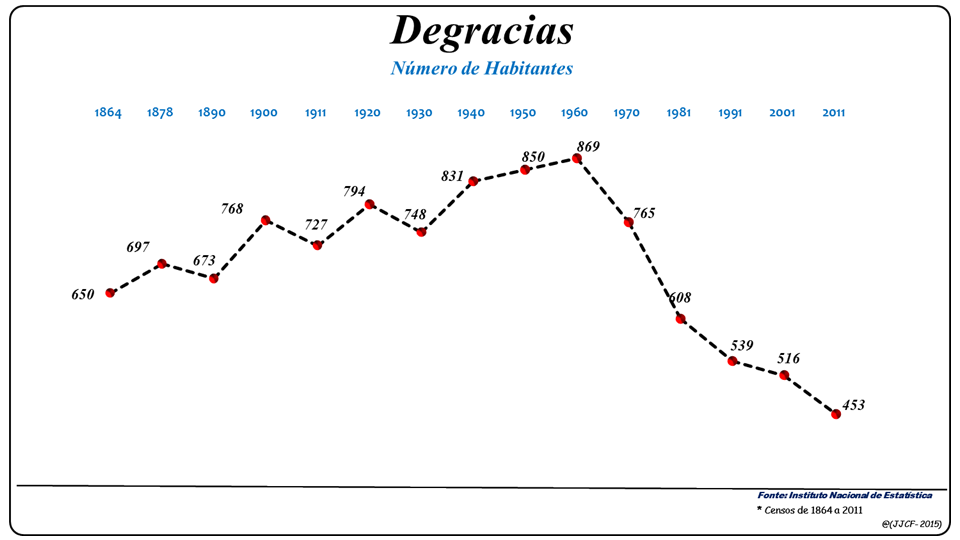
Evolução da População (1864 / 2011)

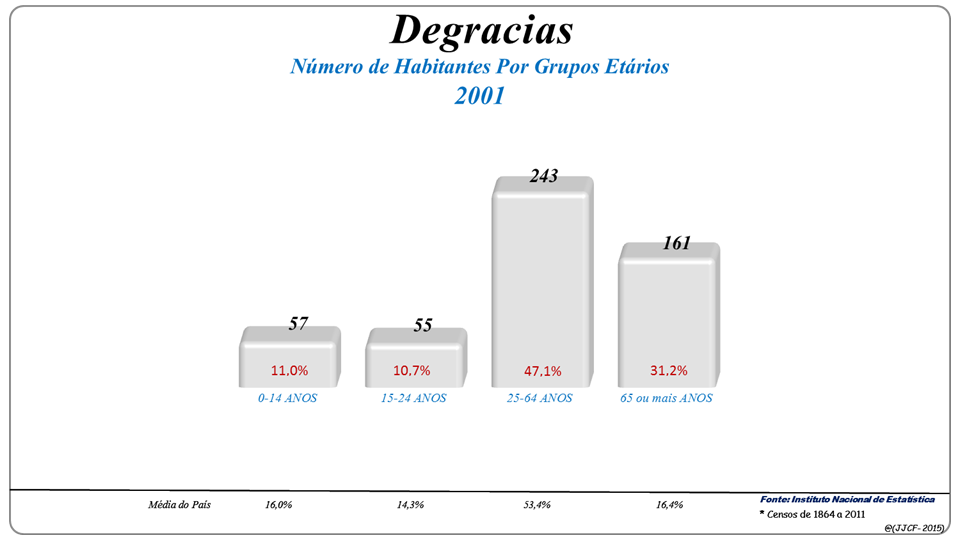
Grupos Etários (2001 e 2011)

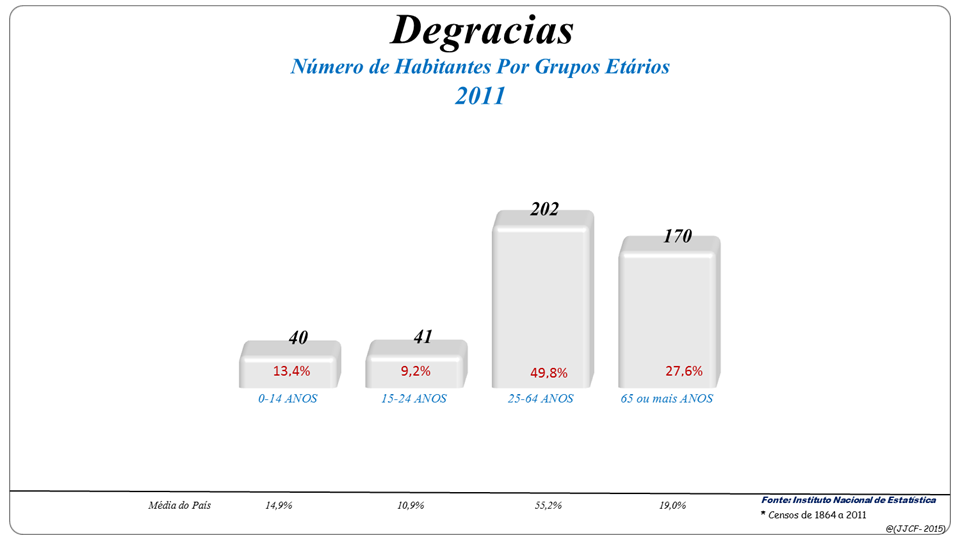
Grupos Etários (2001 e 2011)

| População da freguesia de Degracias | População da freguesia de Degracias | População da freguesia de Degracias | População da freguesia de Degracias | População da freguesia de Degracias | População da freguesia de Degracias | População da freguesia de Degracias | População da freguesia de Degracias | População da freguesia de Degracias | População da freguesia de Degracias | População da freguesia de Degracias | População da freguesia de Degracias | População da freguesia de Degracias | População da freguesia de Degracias | População da freguesia de Degracias |
| ----------------------------------- | ----------------------------------- | ----------------------------------- | ----------------------------------- | ----------------------------------- | ----------------------------------- | ----------------------------------- | ----------------------------------- | ----------------------------------- | ----------------------------------- | ----------------------------------- | ----------------------------------- | ----------------------------------- | ----------------------------------- | ----------------------------------- |
| 1864                                | 1878                                | 1890                                | 1900                                | 1911                                | 1920                                | 1930                                | 1940                                | 1950                                | 1960                                | 1970                                | 1981                                | 1991                                | 2001                                | 2011                                |
| 650                                 | 697                                 | 673                                 | 768                                 | 727                                 | 794                                 | 748                                 | 831                                 | 850                                 | 869                                 | 765                                 | 608                                 | 539                                 | 516                                 | 453                                 |

## Património
- Igreja Paroquial de São Sebastião;
- Capela de São Jorge;
- Capela da Senhora da Nazaré;
- Capela de Santo Amaro.

## Personalidades ilustres
- Visconde de Degracias